# Jaś i Małgosia (film 2012)
Jaś i Małgosia (niem. Hänsel und Gretel) – niemiecki film familijny z 2012 roku, należący do cyklu filmów telewizyjnych Najpiękniejsze baśnie braci Grimm. Film jest adaptacją baśni braci Grimm pt. Jaś i Małgosia. 

## Treść
W chatce w lesie mieszka drwal (wdowiec powtórnie ożeniony) z żoną i dwójką dzieci - Jasiem i Małgosią. W kraju nastaje głód, więc rodzina z trudem wiąże koniec z końcem. Za namową, żony, drwal decyduje się porzucić dzieci w lesie. Rodzeństwo szukając drogi wyjścia z lasu natrafia na magiczny domek, w którym wszystko jest jadalne. Rodzeństwo nie wie, że należy on do złej czarownicy pożerającej dzieci. Jaś i Małgosia znajdują się w wielkim niebezpieczeństwie. Tymczasem macocha bohaterów umiera, a ojciec dręczony poczuciem winy postanawia odnaleźć swoje dzieci. Udaje się do lasu na poszukiwanie. Po drodze spotyka leśną wróżkę, z którą się zaprzyjaźnia.

## Obsada
- Mila Böhning - Małgosia
- Friedrich Heine - Jaś
- Anja Kling - Czarownica / Leśna wróżka
- Johann von Bülow - Ojciec
- Elisabeth Brück - Macocha
- Devid Striesow - Sprzedawca